# 앙리 2세 드 부르봉콩데
앙리 드 부르봉콩데(프랑스어: Henri II de Bourbon-Conde, 1588년 9월 1일 – 1646년 12월 26일)은 평생 동안 콩데 친왕을 맡았던 인물이다. 그는 부르봉가의 실질적인 수장 중 한 명이었으며, 태어나고 나서 몇 년간은 프랑스 국왕의 친가로 지내기도 했다. 30년 전쟁 당시 아들 루이 2세 드 콩데 친왕과 함께 프랑스군을 이끌기도 했다. 그는 1646년 크리스마스 다음 날 향년 68세로 사망했다.

## 생애
앙리는 1588년 콩데 친왕 앙리 1세의 유일한 아들이자 세번째 자녀로 태어났다. 그의 어머니였던 샤를로테 캐서린 드 라 트레무아르는 콩데 친왕 앙리 1세의 두 번째 부인이었다. 콩데 공 앙리 2세는 두 명의 누나가 있었으며 카트린으로 잘 알려진 한 명은 1595년 사망했고, 엘레노아 드 부르봉은 1606년 19살에 네덜란드의 오라녜 공 필리프 빌럼과 결혼했다.

### 친척 관계
앙리 3세가 1589년 사망한 이후, 콩데 공 앙리는 1살 어렸으며 앙리 4세가 그 뒤를 이어 프랑스 왕이 되었다. 그는 콩데 공 앙리 1세의 첫 사촌이었다. 이 시점에서 새로운 왕은 아들이나 형제가 없었기 때문에 가장 가까운 혈족은 콩데 공 앙리 2세였다. 이에 따라 지배 왕조의 가장 가까운 일원으로서, 앙리는 뒤상 공과 프랑스 왕족의 수장이 되어 12년 간 그 직위를 물려받았다. 1601년 루이 13세가 태어나면서 이 직위는 해제되었다. 이후 1611년부터 1638년까지 앙리는 가스통 도를레앙 공작 다음으로 프랑스 왕족 서열 순위에 배정되었다. 1611년에는 오를레앙 공작인 니콜라 앙리가 죽었고, 1638년에는 루이 14세가 태어났기 때문이다.

## 결혼과 자녀
1609년 앙리는 샤를로트 마게리트 드 몽모랑시와 결혼했고, 부부 사이에는 3명의 아이들이 있었다. 각각
- 안 제네비에브 드 부르봉(1619–1679): 롱게빌 공작 오를레앙의 앙리 2세와 결혼
- 루이 2세 드 부르봉콩데 (1621–1686): 르 그랑 콩데로 알려진 프랑스의 이름난 장군
- 아르망 드 콩티 (1629–1666): 안 마리 마르티노치와 결혼